# Список військових конфліктів (1900—1944)
Це список військових конфліктів, які почалися між 1900 і 1944 роками.

## 1900—1919
| Початок | Кінець                          | Назва конфлікту                                                                     | Ворогуючі сторони | Ворогуючі сторони |
| Початок | Кінець                          | Назва конфлікту                                                                     | Переможець (якщо є) | Переможений (якщо є) |
| ------- | ------------------------------- | ----------------------------------------------------------------------------------- | --- | --- |
| 1900    | 1900                            | Війна Золотого Трону                                                                | Велика Британія | Імперія Ашанті |
| 1900    | 1920                            | Сомалілендська кампанія                                                             | Держава дервішів за підтримки: Османська імперія Німецька імперія | Велика Британія · Королівство Італія · Ефіопська імперія |
| 1901    | 1902                            | Англо-Аро війна                                                                     | Велика Британія | Конфедерація Аро |
| 1902    | 1903                            | Повстання в Баїлундо 1902 року                                                      | Португальська імперія | Овімбунду |
| 1902    | 1903                            | Венесуельська криза 1902–1903 років                                                 | Венесуела · Сполучені Штати Америки | Німецька імперія Велика Британія Королівство Італія |
| 1903    | 1903                            | Травневий переворот (1903)                                                          | Королівство Сербія | Карагеоргієвичі |
| 1903    | 1903                            | Ілінденське повстання                                                               | Османська імперія | Внутрішня македонська революційна організація |
| 1903    | 1904                            | Британська експедиція до Тибету                                                     | Велика Британія | Тибет |
| 1903    | 1907                            | Саудсько-рашидська війна                                                            | Емірат Неджд і Хаса | Джебель-Шаммар Османська імперія |
| 1904    | 1904                            | Сасунське повстання 1904 року                                                       | Османська імперія | Вірменські повстанці |
| 1904    | 1907                            | Геноцид племен Гереро і Нама                                                        | Німецька імперія (включаючи Німецькі колоніальні війська) | племена Гереро і Нама |
| 1904    | 1905                            | Російсько-японська війна                                                            | Японська імперія | Російська імперія Князівство Чорногорія |
| 1905    | 1907                            | Революція 1905—1907                                                                 | Російська імперія | Революціонери |
| 1905    | 1908                            | Повстання Маджі-Маджі                                                               | Німецька імперія | Корінні повстанці |
| 1906    | 1906                            | Голландська інтервенція на Балі (1906)                                              | Нідерланди | Корінне населення |
| 1906    | 1906                            | Повстання Бамбата                                                                   | Велика Британія | Зулуси |
| 1907    | 1907                            | Селянське повстання в Румунії                                                       | Румунське королівство | Румунські селяни |
| 1907    | 1907                            | Війна Гондурасу та Нікарагуа                                                        | Нікарагуа | Гондурас |
| 1908    | 1908                            | Голландська інтервенція на Балі (1908)                                              | Нідерланди | Корінне населення |
| 1908    | 1908                            | Голландсько-Венесуельська криза                                                     | Нідерланди | Венесуела |
| 1909    | 1910                            | Друга мелільська кампанія                                                           | Іспанія | Берберські племена |
| 1909    | 1911                            | Французьке завоювання Вадаї                                                         | Франція | Імперія Вадаї |
| 1910    | 1920                            | Мексиканська революція                                                              | Мексика | Мексика |
| 1910    | 1919                            | Прикордонна війна (1910–1919) Частина Мексиканської революції                       | | |
| 1911    | 1912                            | Французьке завоювання Марокко                                                       | Франція | Марокко |
| 1911    | 1912                            | Італійсько-турецька війна                                                           | Королівство Італія | Османська імперія |
| 1911    | 1912                            | Синьхайська революція Революція 1911 року                                           | Тунменхой | Династія Цін |
| 1912    | 1913                            | Перша Балканська війна                                                              | Королівство Болгарія Грецьке королівство Королівство Сербія Королівство Чорногорія | Османська імперія |
| 1912    | 1916                            | Війна Контестаду                                                                    | Війська Бразилії | Повстанці |
| 1912    | 1933                            | Окупація Нікарагуа Частина Бананових війн                                           | США | Повстанці |
| 1912    | 1912                            | Негритянське повстання Частина Бананових війн                                       | Куба США | Партія незалежних від кольору |
| 1913    | 1913                            | Друга Балканська війна                                                              | Османська імперія Грецьке королівство Королівство Сербія Королівство Чорногорія Румунське королівство | Королівство Болгарія |
| 1914    | 1921                            | Зайянська війна                                                                     | Франція | Заянські племена |
| 1914    | 1918 (перемир'я) 1919 (договір) | Перша світова війна                                                                 | Союзники: Бельгія · Королівство Сербія · Франція · Російська імперія (до березня 1918 року) · Велика Британія · Королівство Італія (з квітня 1915 року) · 22px Канада · Австралія · Нова Зеландія · Американський експедиційний корпус (з 1917 року) · Королівство Чорногорія · Японська імперія · Португалія (з березня 1916 року) · Румунське королівство · Грецьке королівство (з червня 1917 року) · Албанія · Бразилія (з жовтня 1917 року) · Вірменія (з травня 1918 року) · } Сіам · Сан-Марино (з червня 1915 року) · Республіка Китай (з серпня 1917 року) · Об'єднання південної Африки | Держави Четверного союзу: Австро-Угорщина Німецька імперія (включаючи Німецькі колоніальні війська) Османська імперія Королівство Болгарія |
| 1914    | 1914                            | Американська окупація Веракруса Частина Бананових війн                              | США | Мексика |
| 1914    | 1915                            | Повстання Марітца                                                                   | Об'єднання південної Африки | повстанці |
| 1915    | 1915                            | Повстання Чілембве                                                                  | Велика Британія | повстанці |
| 1915    | 1915                            | Повстання Бусса                                                                     | Велика Британія | воїни Бусса |
| 1915    | 1934                            | Окупація Гаїті Частина Бананових війн                                               | США | Гаїті |
| 1915    | 1917                            | Кампанія Сенуссі Частина Першої світової війни                                      | Велика Британія | Сенуссі · Османська імперія · Дарфури |
| 1915    | 1916                            | Війна на захист республіки Війна проти монархії                                     | Китайська республіка | Китайська імперія |
| 1916    | 1917                            | Туарезьке повстання (1916—1917)                                                     | Франція | Туареги |
| 1916    | 1916                            | Великоднє повстання                                                                 | Велика Британія Міська поліція Дубліна Королівська поліція Ірландії | Ірландія Ірландське республіканське братство Ірландські добровольці Ірландська цивільна армія Жіноча асоціація (Cumann na mBan) Гайбернські стрільці Fianna Éireann |
| 1916    | 1924                            | Окупація Домініканської Республіки Частина Бананових війн                           | США | Домініканські повстанці |
| 1916    | 1918                            | Арабське повстання Частина Першої світової війни                                    | Хашиміти Велика Британія Султанат Неджд | Османська імперія |
| 1917    | 1917                            | Лютнева революція                                                                   | Російські революціонери | Російська імперія |
| 1917    | 1917                            | Повстання Тай Нгуен                                                                 | Французька колоніальна імперія | В'єтнамські повстанці |
| 1917    | 1917                            | Жовтнева революція                                                                  | Більшовики | Тимчасовий уряд Росії |
| 1917    | 1923                            | Громадянська війна в Росії                                                          | Переможці в Росії, Україні, Грузії, Вірменії, Азербайджані, Казахстані та Монголії: · РРФСР · інші Радянські республіки · Народна партія Монголії Переможці в своїх країнах: · Королівство Фінляндія · Республіка Естонія · Республіка Латвія · Литовська республіка · Польська Республіка (1918—1939) | Біла армія · Головні сили (до 1918 року): · Австро-Угорщина · Німецька імперія (включаючи Німецькі колоніальні війська) · Османська імперія · Союзні війська (з 1918): · Чехословаччина · Китайська республіка · Франція · Грецьке королівство · Королівство Італія · Японська імперія · Польща · Румунське королівство · Королівство Сербія · Велика Британія · Австралія · Канада · США Інші війська: · Махновський рух · Українська Народна Республіка · Грузинська Демократична Республіка · Демократична Республіка Вірменія · Різноманітні рухи за незалежність. |
| 1917    | 1918                            | Радянсько-турецька війна (1917-1918) Частина громадянської війни в Росії            | Османська імперія | РРФСР |
| 1917    | 1921                            | Українська революція Частина Першої світової війни та Громадянської війни а в Росії | Українська Радянська Соціалістична Республіка · РРФСР | Українська Народна Республіка · Західноукраїнська Народна Республіка · Біла армія |
| 1918    | 1918                            | Громадянська війна у Фінляндії                                                      | Фінські білогвардійці · Німецька імперія | Фінські червоногвардійці · РРФСР |
| 1918    | 1918                            | Вірмено-грузинська війна                                                            | Грузинська Демократична Республіка | Демократична Республіка Вірменія |
| 1918    | 1919                            | Листопадова революція                                                               | Веймарська республіка | Комуністичні сили: · Баварська Радянська Республіка · Союз Спартака · Німецькі комуністичні рухи |
| 1918    | 1919                            | Великопольське повстання                                                            | Польща | Німецька імперія |
| 1918    | 1919                            | Польсько-українська війна 1918—1919 Частина Української революції                   | Польща | Західноукраїнська Народна Республіка |
| 1918    | 1920                            | Грузино-осетинський конфлікт (1918–1920)                                            | Закавказька Демократична Федеративна Республіка · Грузинська Демократична Республіка | Про-Більшовицькі Осетинські повстанці |
| 1918    | 1920                            | Вірмено-азербайджанська війна Частина Російської громадянської війни                | Османська імперія (тільки у 1918 році) РРФСР (з квітня 1920 року) Турецькі повстанці (з квітня 1920 року) | Демократична Республіка Вірменія · Республіка Гірська Вірменія · Повстанці · Велика Британія (тільки у 1918 році) · Диктатура Центрокаспія (тільки у 1918 році) |
| 1918    | 1920                            | Війна за незалежність Естонії Частина Російської громадянської війни                | Естонія · Біла армія · Латвія · Велика Британія · Республіка Північна Інгрія · Обер Ост · Фінські, Шведські та Данські волонтери | · Естляндська трудова комуна · Латвійська СРР |
| 1918    | 1920                            | Латвійська війна за незалежність Частина Російської громадянської війни             | Латвія Естонія Польща Велика Британія Франція | РРФСР Латвійська СРР |
| 1918    | 1919                            | Радянсько-Литовська війна Частина Литовської війни за незалезність                  | Литва Саксонські волонтери | Російська Радянська Федеративна Соціалістична Республіка · Литовсько-Білоруська Радянська Соціалістична Республіка |
| 1918    | 1919                            | Суперечки Аль-Хурма Частина об'єднання Саудівської Аравії                           | Емірат Нежд і Хаса | Королівство Хіджаз |
| 1918    | 1921                            | Війна божевільного                                                                  | Французький Індокитай | повстанці |

## 1919—1929
| Початок | Кінець                            | Назва конфлікту                                                   | Ворогуючі сторони                                                           | Ворогуючі сторони |
| Початок | Кінець                            | Назва конфлікту                                                   | Переможець (якщо є)                                                         | Переможений (якщо є) |
| ------- | --------------------------------- | ----------------------------------------------------------------- | --------------------------------------------------------------------------- | --- |
| 1919    | 1919                              | Війна проти Бермонтійців Частина Литовської війни за незалежність | Литва                                                                       | Західна добровольча армія |
| 1919    | 1919                              | Польсько-чехословацький прикордонний конфлікт                     | Чехословаччина                                                              | Польща |
| 1919    | 1919                              | Румунська інтервенція в Угорщину                                  | Румунське королівство                                                       | Угорська Радянська Республіка |
| 1919    | 1922 (Капітуляція) 1923 (Договір) | Турецька війна за незалежність                                    | Велике національне зібрання (1920-23) Кува-ї Міллійє (1919-20) РРФСР        | Грецьке королівство · Франція - Французька Західна Африка - Французький Вірменський Легіон Сполучене Королівство - Британська Індія Вірменія · Італія · Грузія · США · Османська імперія (1919-22) - Громадські повстання |
| 1919    | 1919                              | Третя англо-афганська війна                                       | Емірат Афганістан                                                           | Велика Британія Британська Індія |
| 1919    | 1919                              | Громадянська війна у Португалії                                   | Португальська Демократична партія                                           | Португальське королівство |
| 1919    | 1920                              | Фіумський конфлікт                                                | Королівство Італія · Вільна держава Фіуме                                   | Королівство Югославія |
| 1919    | 1921                              | Польсько-радянська війна (1920)                                   | Польща УНР                                                                  | РСФРР УСРР |
| 1919    | 1919                              | Перше повстання в Сілезії Частина повстань у Сілезії              | Веймарська республіка                                                       | Повстанці Сілезії |
| 1919    | 1921                              | Ірландська війна за незалежність                                  | Ірландська республіка                                                       | Велика Британія |
| 1919    | 1920                              | Війна Кувейту проти Наджу                                         | Кувейт · Велика Британія                                                    | Іхвани Бедуїни |
| 1919    | 1922                              | Греко-Турецька війна Частина Турецької війни за незалежність      | Турецькі революціонери                                                      | Грецьке королівство |
| 1920    | 1920                              | Франко-Сирійська війна                                            | Франція · Французька сирія                                                  | Сирійські повстанці |
| 1920    | 1921                              | Франко-Турецька війна Частина Турецької війни за незалежність     | Туреччина                                                                   | Франція Французький Вірменський легіон |
| 1920    | 1920                              | Валерійська війна                                                 | Албанія                                                                     | Королівство Італія |
| 1920    | 1926                              | Рифська війна                                                     | Франція Іспанія                                                             | Рифська республіка |
| 1920    | 1920                              | Польсько-Литовська війна Частина Литовської війни за незалежність | Польща                                                                      | Литва |
| 1920    | 1920                              | Друге повстання в Сілезії Частина повстань в Сілезії              | Веймарська республіка                                                       | Німецький уряд та поліція верхньої Сілезії |
| 1920    | 1920                              | Турецько-вірменська війна Частина Турецької війни за незалежність | Туреччина                                                                   | Демократична республіка Вірменія |
| 1920    | 1920                              | Чжилійсько-аньхойська війна                                       | Чжилійська кліка · Фентянська кліка                                         | Аньхойська кліка |
| 1920    | 1921                              | Гуандун-Гуансійська війна                                         | Стара Гуансі кліка                                                          | Китайська революційна партія |
| 1921    | 1921                              | Радянсько-грузинська війна Частина громадянської війни в Росії    | РСФРР Туреччина                                                             | Грузинська Демократична Республіка |
| 1921    | 1921                              | Третє повстання в Сілезії Частина повстань у Сілезії              | Веймарська республіка                                                       | Повстанці Сілезії Польща |
| 1921    | 1921                              | Переворот в Персії 1921                                           | Дивізія Перських Козаків                                                    | Іранська Каджарська поліція · Гілянська Радянська Соціалістична Республіка - Курдські повстанці Війська полковника Пессіана · за підтримки: · СРСР                                                                        |
| 1921    | 1922                              | Друга радянсько-фінська війна                                     | РСФРР                                                                       | Фінські повстанці та населення Східної Карелії |
| 1922    | 1922                              | Перша Чжілі-Фентянська війна                                      | Чжилійська кліка                                                            | Фентянська кліка |
| 1922    | 1923                              | Громадянська війна в Ірландії                                     | Про-договірні сили                                                          | Проти-договірні сили |
| 1922    | 1927                              | Повстання тенентистів                                             | Перша Бразильська республіка                                                | Тенентисти Бразильська комуністична партія |
| 1924    | 1924                              | Серпневе повстання                                                | СРСР                                                                        | Комітет з питань незалежності Грузії |
| 1924    | 1925                              | Саудівське завоювання Хіджаз                                      | Саудівська Аравія · Велика Британія                                         | Королівство Хіджаз |
| 1924    | 1924                              | Друга Чжілі-Фентянська війна                                      | Фентянська кліка                                                            | Чжилійська кліка |
| 1925    | 1925                              | Петрицький інцидент                                               | Королівство Болгарія                                                        | Грецьке королівство |
| 1925    | 1927                              | Національно-визвольне повстання в Сирії                           |                                                                             | |
| 1926    | 1927                              | Громадянська війна в Нікарагуа                                    | Консерватори (влада)                                                        | Ліберали (повстанці) |
| 1926    | 1928                              | Північна експедиція                                               | Республіка Китай                                                            | Бейтянський уряд |
| 1926    | 1929                              | Повстання крістерос                                               | Мексика                                                                     | Крістерос |
| 1927    | 1930                              | Повстання Іхванів                                                 | Ibn Saud · Велика Британія · Кувейт                                         | Іхван |
| 1927    | 1950                              | Громадянська війна в Китаї                                        | Комуністична партія Китаю · Після 1949 року: · Китайська народна республіка | Партія китайських націоналістів · Республіка Китай · Після 1949 року: Республіка Китай на Тайвані |
| 1928    | 1929                              | Громадянська війна в Афганістані (1928—1929)                      | Баракзай · За підтримки · Велика Британія (з 1929 року)                     | Вільні племена · Сили Хабібули |
| 1929    | 1929                              | Радянсько-Китайський конфлікт (1929)                              | СРСР                                                                        | Республіка Китай |
| 1929    | 1930                              | Війна жінок Ігбо                                                  | Жінки з провінцій Ігбо, Оверра і Калабар                                    | Велика Британія |